# Shota Arai (fodboldspiller, født 1985)
Shota Arai (født 7. april 1985) er en tidligere japansk fodboldspiller.
Han har spillet for flere forskellige klubber i sin karriere, herunder Urawa Reds og Ehime FC.